# Брунталь (Германия)
Брунталь (нем. Brunnthal) — община в Германии, в земле Бавария. 
Подчиняется административному округу Верхняя Бавария. Входит в состав района Мюнхен.  Население составляет 4765 человек (на 31 декабря 2010 года). Занимает площадь 26,92 км².

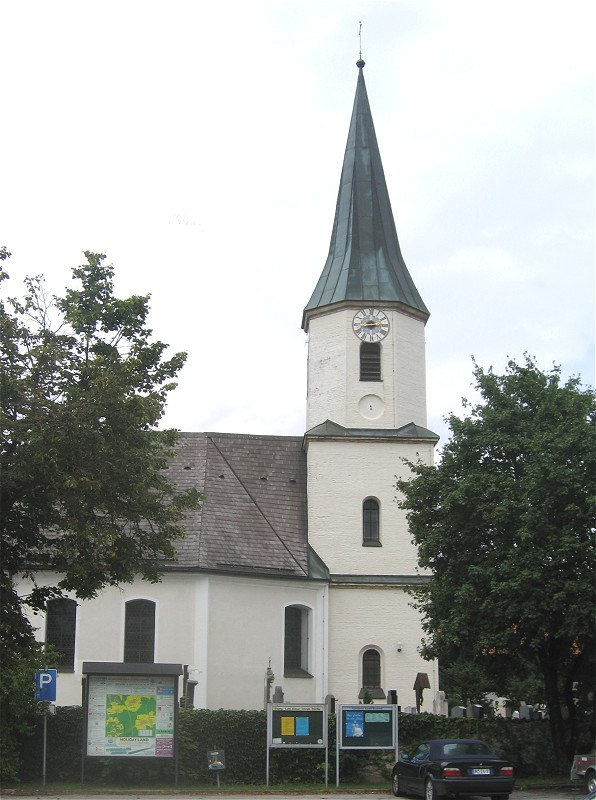
Брунталь